# Carrer Major de Perafita
El Carrer Major de Perafita és una via pública de Perafita (Lluçanès) inclosa a l'Inventari del Patrimoni Arquitectònic de Catalunya.

## Descripció
El carrer Major de Perafita és el mes important del nucli de població. A part del nucli format al voltant de l'església, el carrer Major és la columna vertebral puix que el recorre de dalt a baix, paral·lel a l'actual carretera. Les cases solen tenir dos pisos i golfes amb les façanes ordenades amb obertures simètriques a cada pis. Moltes de les cases conserven les llindes de principis i mitjans de segle xviii i d'altres de reaprofitades que porten la dates del segle xviii. Alguns noms de les cases del carrer són Cal Catllà, Ca l'Esteva, Cal Reiet, Ca l'Espanyol, Ca la Manuela o la Fàbrica Vella, Cal Barela.
En una de les cases hi ha una finestra de pedra treballada amb quatre carots, dos en cada un dels costats. Al cantó dret n'hi ha un de masculí i a l'esquerra un de femení. La finestra es va tapiar i es va posar al centre una fornícula i es va transformar en una petita capella dedicada al Sagrat Cor, però actualment no conserva la imatge.